# Bjärnå å
Bjärnå å (finska: Perniönjoki även Karhujoki eller Muurlanjoki) är en å i kommunen Salo (tidigare Bjärnå), Egentliga Finland. Rinner från Ylisjärvi vid Muurla och rinner genom Bjärnå för att utmynna i Sommarvik vid Finby. Åarna Asteljoki och Kisko å är biflöden till Bjärnå å.